# Fluvicola nengeta
Il tiranno mascherato (Fluvicola nengeta Linnaeus, 1766) è un uccello appartenente alla famiglia Tyrannidae  diffuso in Sudamerica. 

## Descrizione
Il tiranno mascherato misura circa 13 cm di lunghezza e presenta un caratteristico piumaggio bicolore. Il corpo è bianco mentre le ali e parte della coda sono nere, come anche la striscia oculare. Non vi è dimorfismo sessuale.

## Biologia
Si nutre prevalentemente di insetti che cattura tra la vegetazione. Nidifica sui rami bassi nelle vicinanze dei corsi d'acqua. Il nido è ovale ed è costituito d'erba e internamente foderato con piume; l'entrata è situata su un lato. 

## Distribuzione e habitat
La specie è stanziale e frequenta ambienti prossimi a corsi d'acqua. Si posa spesso sul terreno e si muove tra rocce e vegetazione riparia in cerca di cibo. Sono presenti due popolazioni dagli areali nettamente separati e molto distanti tra loro: una è diffusa in Ecuador occidentale e in Perù, l'altra si trova nella parte orientale del Brasile.